# 臺灣菱瘤蝽
臺灣菱瘤蝽（学名：Amblythyreus taiwanus）为獵蝽科菱瘤蝽屬下的一个种。